# Stadion przy ulicy Włoskiej w Prudniku
Stadion przy ulicy Włoskiej w Prudniku – stadion piłkarski przy ulicy Włoskiej 10 w Prudniku. Od 2005 swoje mecze rozgrywa na nim drużyna Sparta Prudnik. Gra tu również LZS Niemysłowice-Dębowiec.
Wcześniej grał na nim klub Kabewiak Prudnik, od którego nazwy wziął się przydomek stadionu – „Kabewiak”.
Stadion utrzymywany jest przez Ośrodek Sportu i Rekreacji w Prudniku.

## Historia
Kabewiak Prudnik z początku nie posiadał własnego stadionu, treningi były prowadzone na placu ćwiczeń, placu apelowym lub hali sportowej w koszarach. W 1959 major Herman Dukler – szef sztabu pułku, przy aktywnym wsparciu dowódcy pułku podpułkownika Kazimierza Baranowskiego, postanowił na terenie koszar wybudować boisko sportowe. Na kierownika budowy wyznaczono szefa saperów pułku – majora Czesława Kujawę. Prace budowlane trwały do lata 1960 roku. Inauguracyjny mecz pomiędzy Kabewiakiem i Pogonią Prudnik zakończył się wygraną gospodarzy.
W marcu 2023 na stadionie nagrywano sceny do filmu „Złoto Haliny Konopackiej”. Odegrał on rolę Stadionu Olimpijskiego w Amsterdamie. W październiku 2023, na czas remontu Stadionu Miejskiego w Prudniku, stadion przy ulicy Włoskiej został dostosowany do wymagań umożliwiających rozgrywanie meczów Pogoni Prudnik w IV lidze. Wykonane zostały ogrodzenia, nowe bramki, budki rezerwowych, a także prace pielęgnacyjne samej murawy.